# الانتخابات العامة الصربية 1990
الانتخابات العامة الصربية 1990 هي الانتخابات الرئاسية التي جرت في 1990، فاز بالانتخابات سلوبودان ميلوشيفيتش.

## المرشحين
| المرشح              | الحزب | عدد الأصوات |
| ------------------- | ----- | ----------- |
| Ivan Đurić ‏         |       |             |
| سلوبودان ميلوشيفيتش |       |             |